# Lincoln Village (Califòrnia)
Lincoln Village és una concentració de població designada pel cens dels Estats Units a l'estat de Califòrnia. Segons el cens del 2000 tenia 4.216 habitants.

## Demografia
Segons el cens del 2000, Lincoln Village tenia 4.216 habitants, 1.569 habitatges, i 1.168 famílies. La densitat de població era de 2.229,9 habitants/km².
Dels 1.569 habitatges en un 35,9% hi vivien nens de menys de 18 anys, en un 52,1% hi vivien parelles casades, en un 18% dones solteres, i en un 25,5% no eren unitats familiars. En el 21,8% dels habitatges hi vivien persones soles l'11% de les quals corresponia a persones de 65 anys o més que vivien soles. El nombre mitjà de persones vivint en cada habitatge era de 2,69 i el nombre mitjà de persones que vivien en cada família era de 3,12.
Per edats la població es repartia de la següent manera: un 29% tenia menys de 18 anys, un 6,9% entre 18 i 24, un 26,6% entre 25 i 44, un 21,5% de 45 a 60 i un 16,1% 65 anys o més.
L'edat mediana era de 37 anys. Per cada 100 dones de 18 o més anys hi havia 81,4 homes.
La renda mediana per habitatge era de 49.940 $ i la renda mediana per família de 55.402 $. Els homes tenien una renda mediana de 40.000 $ mentre que les dones 30.673 $. La renda per capita de la població era de 22.115 $. Entorn del 7,3% de les famílies i el 8,4% de la població estaven per davall del llindar de pobresa.

## Poblacions més properes
El següent diagrama mostra les poblacions més properes.